# Estadio Metropolitano de Fútbol de Lara
L'Estadio Metropolitano de Fútbol de Lara est un stade de football situé à Barquisimeto au Venezuela. Prévu pour accueillir 40 312 spectateurs, il fut le théâtre de 4 matches de la Copa America 2007 qui s'est déroulée au Venezuela du 26 juin au 15 juillet 2007.

## Événements
- Copa América 2007